# 簡瑪·麥肯茲-布朗
簡瑪·麥肯茲-布朗（英語：Jemma McKenzie-Brown；1994年6月2日—），是英國的一位女演員，因客串電視節目《歌舞青春3：畢業季》飾演 Tiara Gold一角而聞名。

## 外部連結
- 簡瑪·麥肯茲-布朗在互联网电影资料库（IMDb）上的資料（英文）